# Voices (chanson)
Pour les articles homonymes, voir Voices.
Singles de Disclosure featuring Sasha Keable
Help Me Lose My Mind
(2013) F for You (feat. Mary J. Blige)
(2014)
Voices est le sixième single issu de l'album Settle du duo britannique de musique électronique Disclosure et sorti en 2013. Il est chanté par Sasha Keable.

## Liste des titres
| 1. | Voices (Le Youth Remix) (featuring Sasha Keable) | 4:27 |

| 1. | Voices (featuring Sasha Keable) | 4:05 |

## Classements

### Classements en fin de semaine
| Classement (2013)               | Meilleure position |
| ------------------------------- | ------------------ |
| Belgique (Flandre Ultratip 100) | 54                 |
| Royaume-Uni (UK Dance Chart)    | 28                 |
| Royaume-Uni (UK Singles Chart)  | 176                |

## Historique des sorties
| Pays        | Date             | Format                 | Label               |
| ----------- | ---------------- | ---------------------- | ------------------- |
| Royaume-Uni | 13 décembre 2013 | Téléchargement digital | PMR, Island Records |